# Colpo sensazionale al servizio del Sifar
Colpo sensazionale al servizio del Sifar è un film del 1968 diretto da José Luis Merino.

## Trama
Il professore Antinori è uno scienziato ideatore di un siero che rende immuni alle radiazioni, che una potenza straniera comunista, che vuole il suo siero per proteggere la propria popolazione da una guerra nucleare, cerca di vonvincere con minacce a trasferirsi per continuare i suoi studi e perfezionare le sue scoperte scientifiche. Il giovane tenente Rava, in forza ai servizi segreti, riesce a scoprire le fila del complotto. Un giorno, il tenente ed il suo sergente, mentre prendono un battello per dirigersi verso il rifugio delle spie, vengono presi. Gli agenti nemici, cercano di costringere il professore Antinori a rivelare la formula segreta, torturandogli la figlia. Il sergente riesce a liberarsi ed a nascondersi, libera l'ufficiale  ed i due eliminano la banda.